# Поток (Требнє)
Поток (словен. Potok) — поселення в общині Требнє, регіон Південно-Східна Словенія, Словенія.